# Votorantim
Votorantim város Brazíliában, São Paulo államban. Lakosainak száma 127 923 fő (2022). Votorantim Alumínio, Salto de Pirapora, Ibiúna, Piedade és Sorocaba községekkel határos.

## Népesség
A település népességének változása:
| Lakosok száma | 95 925 | 108 809 | 117 794 | 124 468 | 127 923 |
|               | 2000   | 2010    | 2015    | 2021    | 2022    |